# Фелицита Прусская
Фелицита Цецилия Александрина Елена Доротея Прусская (Felicitas Cecilie Alexandrine Helene Dorothea; 7 июня 1934 года — 1 августа 2009 года) — германская принцесса и правнучка последнего германского императора Вильгельма II. После смерти своего деда в 1951 году, она была первым человеком в очереди на британский престол, который не был потомком одного из сыновей королевы Виктории.

## Биография
Фелицита родилась в Бонне, Северный Рейн-Вестфалия, 7 июня 1934 года, была старшей из двух дочерей. Её родителями были принц Вильгельм Прусский и его жена Доротея фон Сальвиати.
Её отец, принц Вильгельм Прусский, был старшим сыном Вильгельма Прусского, кронпринца Германской империи и Пруссии, и старшим внуком последнего германского императора Вильгельма II. Дед Фелициты, кронпринц Вильгельм, отправился в изгнание в Нидерланды в 1918 году после окончания Первой мировой войны и краха германской монархии.
Отец Фелициты, принц Вильгельм, погиб во время Французской кампании в 1940 году.
В июне 1952 года Фелицита вместе со своей бабушкой отправилась в путешествие по Великобритании. Изюминкой этого пребывания стало приглашение британской королевы-матери Марии в ее лондонскую резиденцию Мальборо-Хаус, где также присутствовал бывший король Великобритании, Эдуард VIII.
В 2004 году она выступала с речью, на открытии выставки, посвященной 50-летию со дня смерти кронпринцессы Сесилии, в потсдамском Марморпалае. С присущим ей сухим юмором она описала свои встречи с бабушкой. В 2006 году вместе со своей сестрой принцессой Кристой (род. 1936), она появилась в качестве одной из главных актрис в документальном фильме «Император, король, граждане», продюсера Герольда Хофмана.
Скончалась 1 августа 2009 года. Похоронена на кладбище в Аумюле, Герцогство Лауэнбург, рядом со своим старшим сыном Диннисом фон дер Остеном, который умер в 1989 году.

## Личная жизнь
Она состояла в двух браках:
В 1958 году она вышла замуж за Динниса фон дер Остена (1929—2022). Супруги развелись в 1972 году. В браке родилось четверо детей:
- Фредерика Тира Марион Вильгельмина Доротея фон дер Остен (род. 14 июля 1959), в 1984 году вышла замуж за Бернхарда фон Рейхе (род. 1956). Имеет 3 дочерей.
- Диннис Вильгельм Карл Александр фон дер Остен (15 февраля 1962 — 28 июня 1989), женат не был. Детей не имел. Погиб в автокатастрофе, в Кёльне.
- Хубертус Кристоф Иоахим Фридрих фон дер Остен (род. 5 мая 1964), не женат. Бездетен.
- Сесилия Фелиситас Катерина Софи фон дер Остен (род. 12 марта 1967), была дважды замужем. Двое сыновей от первого брака.

В 1972 году Фелицита вышла замуж за Йорга фон Ностиц-Вальвица (род. 1937). Супруги имели одну дочь:
- Диана Рената Фредерика фон Ностиц-Вальвиц (род. 7 октября 1974), в 2002 году вышла замуж за барона Карла-Яна фон дер Гольца (род. 1968). Имеет двух сыновей.[4]